# Long Hill (Connecticut)
Long Hill – jednostka osadnicza w Stanach Zjednoczonych, w stanie Connecticut, w hrabstwie New London.